# Deutsche Poolbillard-Meisterschaft 1994 (Damen)
Die Deutsche Poolbillard-Meisterschaft 1994 war die 14. Austragung zur Ermittlung der nationalen Meistertitel der Damen in der Billardvariante Poolbillard. Sie wurde in München ausgetragen.
Es wurden die Deutschen Meisterinnen in den Disziplinen 14/1 endlos, 8-Ball, 9-Ball und 8-Ball-Pokal ermittelt.

## Medaillengewinner
| Disziplin    | Gold                               | Silber                                | Bronze                                   | 4. Platz                               |
| ------------ | ---------------------------------- | ------------------------------------- | ---------------------------------------- | -------------------------------------- |
| 14/1 endlos  | Franziska Stark (PBC Oftersheim)   | Ilona Bernhard (PBC Bad Kreuznach)    | Michaela Rank (Frankenthal)              | Birgit Reimann (PBC 1860 Bremen)       |
| 8-Ball       | Ilona Bernhard (PBC Bad Kreuznach) | Monja Kielhorn (Kieler Billard Union) | Michaela Rank (Frankenthal)              | Britta Görlitz (PBC Knickers Iserlohn) |
| 9-Ball       | Ilona Bernhard (PBC Bad Kreuznach) | Monja Kielhorn (Kieler Billard Union) | Klara Lensing (PBC Kelze Ente)           | Andrea Kroll (PBC Sand)                |
| 8-Ball-Pokal | Petra Hoffmann (1. PBC Leverkusen) | Birgit Ludwig (PBC Neustadt)          | Hildegard Gehrau (PBC Knickers Iserlohn) | Petra Galda (PBC Linde Berlin)         |